# 楚留香新傳
《楚留香新傳》為古龍所著的一部武俠小說，為楚留香系列小說之一。本系列共有五部小說，故事分別有《借屍還魂》、《蝙蝠傳奇》、《桃花傳奇》、《新月傳奇》及《午夜蘭花》。

## 內容簡介

### 借屍還魂
萬盛版將《借屍還魂》併入《蝙蝠傳奇》，而風雲時代則分為兩部，天地圖書為一冊。

### 桃花傳奇
風雲時代《古龍全集》系列，天地圖書為楚留香系列，全二冊。

## 角色介紹
金靈芝：「萬福萬壽園」金太夫人第三十九孫女。

## 改編作品

### 電視劇
1985年：《楚留香新傳》，導演張鵬翼，主演鄭少秋、高雄、李海興。中國電視公司首播。故事設定上是1979年無綫電視電視劇《楚留香》的延續
2012年：《楚留香新傳》，導演張敏，主演張智堯、劉德凱、金巧巧、樊少皇、秦麗。

### 電腦遊戲
2001年，宇峻科技以此小說改編而製作了電腦遊戲《楚留香新傳》。

## 相關作品
- 楚留香傳奇